# Ministère de la transformation numérique et de la modernisation de l'administration
Le Ministère de la transformation numérique et de la modernisation de l'administration ( MTNIMA) est l'instance gouvernemental en charge de l'innovation numérique en Mauritanie.

## Historique
Longtemps resté en marge de la transformation numérique, avec un taux d'accessibilité classé parmi les plus bas du monde, le continent Africain affiche cependant des ambitions de plus en plus poussées pour rattraper ce retard en matière de connectivité. De 2005 à 2015, l'Afrique est passé de 130 à 900 millions d'appareils connectés. La Mauritanie, pays situé dans la partie occidentale du désert, ne veut rester en marge de ce changement de paradigme,. D'autant que, le 26 mai 2021 sous le gouvernement de Mokhtar Ould Diay, alors Premier ministre de la République de Mauritanie, le décret du 27 juillet 2021 consacre la création d'un département ministériel consacré à la transformation numérique, à l'innovation et à la modernisation de l'administration.

## Mission
La mission spécifique à la création de ce département ministériel est l'amélioration et le développement des infrastructures numériques de la Mauritanie. Il est question pour le ministère de la transformation numérique et de la Modernisation de l'administration de connecter le maximum de Mauritaniens au réseau de fibre optique à haut débit. Cette amélioration passe par la signature de partenariats stratégiques, comme celui conclu avec l’Académie arabe des sciences, de la technologie et du transport maritime.
Le ministère cherche désormais à numériser les services publics en mettant en place des plateformes numériques accessibles à tous, afin de favoriser la promotion de l'e-gouvernement.
Il encourage également les Mauritaniens à entreprendre davantage dans le secteur du numérique et d'accroître l'économie grâce aux nouvelles technologies. Il sensibilise sur la cybercriminalité.
En mettant en place le ministère de la transformation numérique et de la modernisation de l'administration, la République de Mauritanie cherche à renforcer sa coopération régionale avec certains acteurs de la sous-région, devenus exigeants en matière de transformation numérique, notamment en partageant son savoir-faire numérique afin de rester compétitive dans les projets régionaux. Le partenariat le plus récent entre les deux pays date du 13 janvier 2025, lors de la visite officielle du premier ministre sénégalais, Ousmane Sonko, en Mauritanie. Le Sénégal et la Mauritanie ont alors signé un mémorandum d'entente dont le but principal est de renforcer les relations bilatérales en matière de technologie numérique et de promouvoir une intégration économique durable.